# Point de vue du judaïsme sur Jésus
Le point de vue du judaïsme sur Jésus repose sur la négation de Jésus-Christ en tant que Fils de Dieu ou le Messie. L'un des principes de foi du judaïsme est en effet l'affirmation d'un Dieu unique, sans aucun intermédiaire ni associé.
Les Juifs qui ont adhéré à la foi des disciples de Jésus, dont les judéo-chrétiens de l'Église primitive, furent exclus du judaïsme à partir du IIe siècle par les Sages, avec les minéens. Pour cette raison, des questions telles que l'existence historique de Jésus et les autres sujets concernant sa vie sont considérés comme hors de propos dans le judaïsme.

## Point de vue général du judaïsme sur Jésus
La croyance formulée par l'élaboration de la christologie que Jésus serait l'une des trois hypostases de Dieu est incompatible avec le judaïsme où « Dieu est Un ».
De même, l'idée du messie juif ne correspond pas à Jésus selon les prophéties du Tanakh qui établissent les critères pour la venue du Messie. Les textes autorisés du judaïsme rejettent Jésus en tant que Dieu, être divin, intermédiaire entre les hommes et Dieu, Messie ou saint.
La croyance en la Trinité, ainsi qu'en de nombreux autres fondements du christianisme, est aussi considérée comme irrecevable.

### Indivisibilité de Dieu
Dans le judaïsme, l'idée de Dieu comme une dualité ou une trinité est hérétique, c'est-à-dire en opposition frontale avec le monothéisme strict, et donc assimilée à du polythéisme.
Selon les croyances du judaïsme, la Torah exclut un Dieu trinitaire (Deutéronome 6:4: « Écoute, Israël : l'Éternel est notre Dieu, l'Éternel est un ! ». Voir aussi le Chema Israël).
Dans Une histoire des Juifs, Paul Johnson décrit le schisme entre les Juifs et les chrétiens, causé par une divergence sur ce principe : 
« À la question, Jésus est-il Dieu ou un homme ?, les Chrétiens répondent : les deux. Après l'an 70, leur réponse a toujours été unanimement et de plus en plus emphatique. Ceci a conduit inévitablement à une rupture avec le judaïsme. »
Fondamentalement, le judaïsme croit que Dieu, en tant que créateur du temps, de l'espace et de la matière, est intemporel, et ne peut pas naître ou mourir, ou avoir un fils. Le judaïsme enseigne qu'il est hérétique pour un homme de se proclamer Dieu, ou partie de Dieu, ou le fils réel de Dieu. Le Talmud de Jérusalem (Taanit 2:1) l'indique explicitement: « Si un homme te dit : « Je suis Dieu », il ment ».
Au XIIe siècle, Moïse Maïmonide a défini le principe central du judaïsme en écrivant: « Dieu est Un - Il n'est pas deux ni plus de deux, seulement Un, dont l'unicité est unique face à [celle des] autres [choses] qui existent dans le Monde: [elle n'est pas] unique comme celle d'une espèce composée de beaucoup d'unités, et pas unique comme le corps qui est divisé en membres et en extrémités ; mais Son Unicité n'a pas d'unicité qui lui soit comparable dans le Monde ».
Certains érudits juifs notent que, bien que Jésus ait utilisé la phrase : « mon Père qui es aux cieux »  (voir le Notre Père), cette expression poétique juive courante peut avoir été mal interprétée et prise au sens littéral.

### Point de vue du judaïsme sur le Messie
La notion de messie dans le judaïsme diffère substantiellement de l'idée chrétienne. D'après le judaïsme, le principe du Messie est d'amener l'âge messianique, un événement unique. Chaque génération peut posséder un messie potentiel, mais un messie présumé qui meurt avant d'avoir accompli sa tâche (c'est-à-dire d'entraîner tout Israël à marcher dans la voie de la Torah, de supprimer toutes les entorses à la Loi, de combattre les guerres de Dieu, de reconstruire le Temple sur son site, de rassembler tous les exilés d'Israël) ne peut pas être le vrai Messie. Maïmonide déclare : « Comme il n'a pas réussi dans tout cela et a été tué, alors, il n'est définitivement pas le Messie promis dans la Torah… et Dieu ne l'a choisi que pour tester les foules ».
Les Juifs croient que le Messie accomplira les prophéties messianiques d'Isaïe et d'Ézéchiel,,,. Selon Isaïe, le Messie sera un descendant du roi David en passant par le roi Salomon. Il est supposé ramener les Juifs en Terre Sainte, reconstruire le Temple, régner comme Roi et apporter une ère de paix et de compréhension où la connaissance de Dieu remplira le monde, conduisant les nations à reconnaître les torts qu'elles ont fait à Israël. Ézéchiel déclare que le Messie délivrera les Juifs.
C'est pourquoi, chaque commentaire du judaïsme sur Jésus est influencé par le fait que Jésus a vécu alors que le Second Temple était debout, et non quand les Juifs étaient exilés. Il n'a jamais régné comme un roi, et il n'y a pas eu de période de paix subséquente ou de grande connaissance. Jésus est mort sans terminer, et même sans accomplir aucune des missions messianiques ; à la place, il a promis sa nouvelle venue sur Terre. Au lieu d'être sauvés, les Juifs ont été par la suite exilés d'Israël. Ces contradictions ont été notées par les philosophes juifs, contemporains de Jésus, et plus tard mises en évidence par Nahmanide, qui en 1263 fait remarquer que Jésus a été rejeté en tant que Messie par les rabbins de son temps.
De plus, selon les croyances courantes du judaïsme, l'affirmation des chrétiens que Jésus est le véritable Messie selon la Bible hébraïque s'appuie sur une mauvaise traduction de la Bible,, et Jésus ne répond pas aux qualifications requises pour être le vrai messie juif.

### Prophétie et Jésus
Selon la Torah (Deutéronome 13:1-5 et 18:18-22), les critères pour qu'une personne puisse être considérée comme un prophète ou parler au nom de Dieu sont qu'elle obéisse au Dieu d'Israël (et non à un autre dieu), qu'elle ne représente pas Dieu de façon différente de celle décrite dans les Écritures, qu'elle ne recommande pas de modifier la parole de Dieu, qu'elle ne prétende pas que Dieu a changé d'idée et qu'Il désire dorénavant des choses en contradiction avec Sa parole éternelle - sans quoi les choses dont elle parle passeront.
De plus, il existe deux sortes de « faux prophètes » identifiés dans la Bible hébraïque : celui qui affirme être un prophète au nom de l'idolâtrie, et celui qui se proclame prophète au nom du Dieu d'Israël, mais déclare que toutes les paroles ou commandements (mitzvot) de Dieu ne s'appliquent plus, ou fait de fausses déclarations au nom de Dieu.
Comme le judaïsme croit que la parole de Dieu est vraie de toute éternité, qui dit parler au nom de Dieu mais diverge de la Halakha ne peut pas être inspiré par l'autorité divine. (Ezéchiel lui-même fut longtemps contesté, avant qu'un commentaire ne démontre la correspondance entre ses propos et la Torah.) Le Deutéronome 13:3 indique simplement : « tu n’écouteras pas les paroles de ce prophète ou de ce songeur »,,.
Même si quelqu'un qui se fait passer pour prophète peut effectuer des actes surnaturels, aucun prophète ne peut contredire les lois déjà établies dans la Bible,.
En conséquence, toute discordance avec les principes de la Bible hébraïque disqualifie Jésus pour être considéré comme un prophète. (Toutefois les chrétiens pensent que le Juif Jésus a obéi aux principes de la Bible hébraïque, selon les deux grandes lois d'amour juives qu'il a reprises : Deut. 6. v. 5 et Lévit. 19. v. 17-18). Ce point de vue a été adopté par les contemporains de Jésus, ainsi que par la tradition rabbinique comme indiqué dans le Talmud (Sotah 48b) « quand Malachie mourut, la prophétie quitta Israël. ». Comme Malachie a vécu plusieurs siècles avant Jésus, les rabbins des temps talmudiques n'ont pas considéré Jésus comme un prophète inspiré par Dieu.

### Jésus et le salut
Le judaïsme ne croit pas que le salut ou la repentance des péchés puissent être obtenus par le sacrifice d'une autre personne. (« Les pères ne doivent pas être condamnés pour leurs enfants, ni les enfants condamnés pour leur père ; Chacun doit être condamné pour son propre péché »)  et à la place, se focalise sur la nécessité d'une repentance personnelle.
Le judaïsme voit une obligation divine pour les Juifs à vivre comme un « peuple élu » en plein accord avec la volonté divine, comme une « lumière parmi les nations », et ne prétend pas offrir le chemin exclusif vers le salut ou « l'unique chemin vers Dieu ». Au contraire, « tout Juste parmi les Nations a sa part au monde à venir. » En conséquence, les implications de la conception chrétienne de Jésus divergent de façon importante du point de vue juif.

### Les enseignements de Jésus
Bien qu'il n'y ait pas de position particulière du judaïsme sur Jésus, plusieurs rabbins ont spéculé sur sa vie. Maïmonide, dans son Épître au Yémen, écrit que Jésus était un hérétique qui cherchait à supprimer la Torah. Cependant, le rabbin orthodoxe Shmuley Boteach voit Jésus comme un rabbin fidèle aux enseignements du judaïsme et dont les actions étaient motivées par son amour vis-à-vis de ses frères juifs. Son avis se fonde sur divers passages du Nouveau Testament : « Paul, naturellement, décrit Jésus comme un réformateur religieux dont la mission était d’abroger le judaïsme et de commencer une autre foi. Mais les évangiles eux-mêmes réfutent cette conclusion. Jésus a puisé tous ses principaux enseignements du judaïsme. Ses aphorismes sont des répétitions de versets bibliques anciens, et ses allégories proviennent principalement d’enseignements de rabbins trouvés dans le Talmud ».
Le rabbin italien Barbara Aiello (en), appartenant au judaïsme réformé, affirme que Jésus était un juif observant qui allait régulièrement à la synagogue et dont les enseignements (qui sont ceux du christianisme) ont été puisés dans la Torah, un Juif courageux et honnête qui a enseigné à des païens la Torah et a violemment critiqué les prêtres juifs pour leur corruption, leur hypocrisie et leur richesse injustifiée. Barbara Aiello le compare à Michée, prophète juif qui dénonçait la corruption des prêtres du Temple. De même, Nehemia Gordon, historien karaïte (Juif ayant rejeté le Talmud) estime que Jésus était un prêcheur charismatique d'amour et de justice dont les enseignements provenaient des textes sacrés juifs. Néanmoins, il ne croit pas que Jésus soit le Messie et considère que les chrétiens ont partiellement déformé les enseignements originels de Jésus.

## Textes autorisés du judaïsme mentionnant Jésus

### Le Talmud et «Yeshou»
Les textes de la littérature rabbinique se rapportant à Jésus ont récemment été rassemblés, traduits et analysés par l'historien Thierry Murcia dans son livre Jésus dans le Talmud et la littérature rabbinique ancienne. L'auteur, dans cet ouvrage, se démarque des thèses de Peter Schäfer (en) (Jesus in the Talmud, Princeton, 2007), qui voit dans ces textes des contre-narrations évangéliques savamment élaborées.
Le nom de Yeshou (ou : Jeshu, Yeishu, en hébreu : ישו) apparaît dans diverses œuvres de la littérature rabbinique classique, y compris dans le Talmud de Babylone (rédigé avant l’an 600), et dans la littérature midrashique classique écrite entre 200 et 700 ap. J.-C.
Les érudits juifs ont débattu la signification de ce nom : s'il peut être une variante de Yeshoua, le nom araméen de Jésus, certains supputent qu'il s'agit d'un acronyme (YshV) pour l'expression hébraïque « yemach shemo vezichro » (en hébreu: ימח שמו וזכרו), « Que son nom et sa mémoire soient effacés ». Mais selon Thierry Murcia, « la forme singulière de ce nom (sans le ayin final) ne doit strictement rien à la malveillance des scribes, contrairement à ce qu’ont soutenu plusieurs critiques. Si, par la suite, une certaine polémique juive antichrétienne n’a pas manqué de tirer avantage de l’absence de cette lettre pour en faire une arme, elle n’en est pas à l’origine ».
De l'épithète Ha-Notzri, qui a été comprise soit comme une personne de Nazareth ou appartenant à un groupe appelé Notzrim (les Nazaréens : gardiens ou guetteurs), retrouvée dans quelques occurrences du Talmud, et de quelques similarités entre les histoires des deux personnages (incitation à l'apostasie, réalisation de miracles, mort tragique), les érudits ont traditionnellement considéré que ces références à Yeshou se rapportent au « Jésus-Christ » de la chrétienté. Cependant, d'autres érudits ont contesté ce point de vue : Yehiel de Paris, rabbin du XIIIe siècle, écrit que le Yeshou de la littérature rabbinique était un disciple de Yehoshoua ben Perahya, antérieur à Jésus de Nazareth de plusieurs siècles, et ne doit donc pas être confondu avec lui. Rabbenou Tam, Nahmanide et Jehiel Heilprin (XVIIe siècle) abondent également en ce sens. Jacob Emden (XVIIIe siècle) écrit que les informations contenues dans les manuscrits de Munich, de Florence et d'ailleurs, dont le Toledot Yeshu dans le but de supporter l'identification, sont des commentaires tardifs, écrits plusieurs siècles après la rédaction originale du Talmud ; citant des contradictions entre les événements mentionnés concernant Yeshou et la période de la vie de Jésus, ainsi que les différences entre les récits de la mort de Yeshou et de celle de Jésus, il conclut également à deux personnages différents.
Dans tous les cas, les références mentionnent des individus qui (réels ou non) sont associés à des actes ou des comportements aperçus comme entraînant les Juifs hors du judaïsme et à devenir hérétiques ou apostats (« minim » selon le Talmud). Donc, savoir si Yeshou est «Jésus » a été historiquement une question délicate, car « Yeshou » est dépeint de façon négative, et les portraits négatifs de Jésus dans la littérature juive peuvent inciter l'antijudaïsme chrétien, et être utilisés pour la propagande contre le Talmud. Yeshou est par exemple assimilé  à un élève déviant de Yehoshoua ben Perahya, Nassi (président) du Sanhédrin dans la seconde moitié du IIe siècle av. EC, ce qui rend cette identification problématique vu la non coïncidence des dates et compte tenu du fait qu'un passage de Hagiga attribue à (en)Judah ben Tabaï (env. 120 à 50 av. J.-C.), le successeur de Yehoshoua ben Perahya, une dispute similaire avec un de ses disciples.
Si certains rabbins et historiens soutiennent qu'il n'y a pas de relation entre Yeshou et Jésus, d'autres soutiennent le contraire : Juda Halevi et Nahmanide (XIIIe siècle) considèrent que ces références à Yeshou se rapportent bien à Jésus et, se basant dessus, en concluent que Jésus avait vécu 130 ans avant la date rapportée par les chrétiens, ce qui contredit en conséquence les récits concernant la chronologie de la vie de Jésus rapportés par les Évangiles ; pour d'autres encore, Yeshou est un artifice littéraire utilisé par les rabbins pour commenter leurs relations avec les premiers chrétiens. Selon Thierry Murcia, le Yeshou ha-Notsri du Talmud est tout simplement le Jésus des chrétiens, mais tel que les rabbins de Babylone, en contact avec les chrétiens orientaux de langue syriaque, pouvaient se le représenter.

#### Exemples
Les premières références à « Yeshou » sont trouvées dans les textes non censurés du Talmud de Babylone et de la Tossefta. La bulle papale rédigée en 1554 censure le Talmud et les autres textes juifs, entraînant le retrait de toutes références à Yeshou. Aucun manuscrit connu du Talmud de Jérusalem ne fait mention du nom de Yeshou, bien qu'une traduction (Herford) l'ait ajouté dans Avoda Zara 2:2 pour s'aligner sur le texte similaire de Tossefta Houllin 2:22. Toutes les utilisations postérieures du terme Yeshou proviennent de ces premières références.
Dans les manuscrits du Talmud de Munich de 1342, de Paris et du Séminaire théologique juif, le terme Ha-Notzri est ajouté à la dernière mention de Yeshu du traité Sanhédrin 107b et Sotah 47a ainsi qu'aux occurrences dans Sanhédrin 43a, Sanhédrin 103a, Berachot 17b et Avodah Zarah 16b-17a. Gil Student , Zindler et McKinsey notent que Ha-Notzri ne se trouve pas dans d'autres manuscrits partiels antérieurs à la censure, tels que les manuscrits de Florence, Hambourg et Karlsruhe où se trouvent les passages en question.
Bien que Notzri n'apparaisse pas dans la Tossefta, à l'époque de l'élaboration du Talmud de Babylone, Notzri est devenu le mot standard en hébreu pour les chrétiens et Yeshou Ha-Notzri est devenu l'expression conventionnelle pour « Jésus le Nazaréen » en hébreu. Par exemple, en 1180, le terme Yeshou Ha-Notzri se trouve chez Maïmonide : Mishneh Torah (Hilkhot Melakhim 11:4, version non censurée). Le mot Ha-Notzri signifie littéralement le Nazaréen (« celui qui est né à Nazareth »), mais Maïmonide fait clairement référence au Jésus des chrétiens.
La rareté des références à Jésus dans le Talmud peut s'expliquer par :
- La censure intensive du Talmud pendant la période médiévale en Europe, les textes juifs étant souvent placés à l'Index librorum prohibitorum (« Liste des livres interdits », publiée par l'Église catholique) et les passages jugés insultants pour l'Église expurgés. En 1559, le Talmud était placé en totalité sur la liste par le pape Paul IV.
- L'autocensure pour éviter les foudres des autorités, chrétiennes ou autres, siégeant en Terre d'Israël (par exemple, Hanoucca ne fut, malgré son importance, mentionnée que brièvement, en complément à une discussion au sujet de l'allumage des lumières de Shabbat, probablement parce qu'elle commémore le versant spirituel d'une victoire militaire juive sur le gouvernement païen greco-syrien).
- Le fait que la Mishna, qui forme le squelette du Talmud, ait été écrite à une période où les chrétiens n'étaient encore qu'une secte parmi d'autres, assez nombreuses, catégorisée parmi les Minéens, avec les sectes gnostiques, et celles dont la divergence vis-à-vis du pharisaïsme ne s'inscrivait pas dans la mouvance du sadducéisme ou du samaritanisme.
  - Au vu de l'importance croissante des chrétiens, le terme de MYN en devint à une période ultérieure pratiquement synonyme, certains y voyant un acronyme de Maaminei beYeshou haNotzri (« croyants en Jésus le Nazaréen »). Du fait de l'adage de Rav Nahman au nom de Rava bar Avouha, « Il n'y a pas de Minim parmi les Gentils[48] », c'est-à-dire que l'appellation ne peut s'appliquer qu'à des Juifs ou convertis au judaïsme, nombreux sont ceux qui voient derrière chaque mention des Minim une allusion aux (judéo-)chrétiens.
- La rédaction finale du Talmud de Babylone, effectuée à Babylone, où la chrétienté n'avait pas encore le même impact qu'autour du bassin méditerranéen, et ne fut pas considérée comme particulièrement notable. Il confirme cependant la crucifixion de Jésus la veille de la Pâque juive. Mais cette précision pourrait bien n'être qu'un écho du discours chrétien contemporain des scribes du Talmud plutôt qu'une tradition rabbinique indépendante[49].

### Jésus selon Maïmonide

#### Épître au Yémen
Moïse Maïmonide fut souvent consulté par des Juifs persécutés tant par des chrétiens que des musulmans, sommés de se convertir à ces nouvelles fois ou à mourir. Dans l'Épître au Yémen écrite vers 1172, en réponse au rabbin (en)Jacob ben Nethanel, responsable de la communauté juive du Yémen, lui ayant écrit au cours d'une campagne de conversion forcée à l'islam, déclenchée vers 1165 par Abd-al-Nabi ibn Mahdi, aidé dans sa tâche par un nouveau converti, Maïmonide mentionne Jésus (et Paul de Tarse) comme modèle de ceux qui ont tenté de détruire le judaïsme par les controverses :
« Le premier à avoir adopté ce plan [de détruire toute trace de la nation juive] a été Jésus le Nazaréen, que ses os soient réduits en poussière. Il était d’Israël, bien que son père fût non-juif et que sa mère seulement fût israélite. Le principe en notre main est : un non-juif venant sur une fille d’Israël, l’enfant est légitime. Cependant, on l’appelle exagérément bâtard. Il a incité les gens à croire qu'il était le prophète envoyé par Dieu pour clarifier les ambiguïtés dans la Torah, et qu'il était le Messie qui était prédit par chacun des prophètes. Il a interprété la Torah et ses préceptes de telle façon que cela conduisait à leur suppression totale, à l'abolition de tous les commandements et à la violation de tous les interdits. Les sages, que leur mémoire soit bénie, ayant été au courant de ses plans avant que sa réputation ne se répande parmi notre peuple, lui infligèrent une punition.

Daniel avait déjà fait allusion à lui quand il présageait la déchéance d'un méchant et d'un hérétique parmi les Juifs qui tentera de détruire la Loi, se proclamera prophète, prétendra faire des miracles et affirmera être le Messie, comme il est écrit, "Et les fils sans loi parmi ton peuple se révolteront pour accomplir la vision, mais ils succomberont" (Daniel 11:14). »
Un illuminé se proclamant Messie en ces temps troublés, préconisant un syncrétisme judéo-musulman, Maïmonide mentionne de nouveau Jésus :  
« Vous savez que les Chrétiens ont imputé faussement des pouvoirs merveilleux à Jésus le Nazaréen, que ses os soient réduits en poussière, tels que la résurrection des morts et d'autres miracles. Même si nous les avions admis en raison de leurs arguments, nous ne pouvions pas être convaincus par leurs raisonnements que Jésus est le Messie. Car nous pouvons apporter un millier de preuves des Écritures, qu'il ne peut pas l'être même de leur point de vue. En effet, qui désirerait s'attribuer injustement ce rang sans vouloir faire de lui-même un objet de dérision? »

#### Dans le Mishné Torah
Dans son Mishné Torah, qu'il veut codification définitive de la loi juive, il écrit, se référant à Jésus :
« Même Jésus le Nazaréen qui imaginait qu'il serait Messie et qui a été tué par la cour, était déjà prophétisé par Daniel. Ainsi qu'il était dit: « Et les membres des proscrits de votre nation seront amenés à faire une vision (prophétique). Et ils échouèrent » (Daniel 11.14). Car, y a-t-il une plus grande pierre d'achoppement que celle-là ?  Ainsi que parlèrent tous les prophètes, le Messie rachètera Israël et les sauvera, et rassemblera tous leurs bannis et fortifiera leurs commandements. Et celui-ci a amené les nations à détruire Israël par le glaive et a dispersé et humilié son peuple, il a changé la Torah, et a fait que la majorité du monde se trompe en adorant une divinité à côté de Dieu. »
Néanmoins, Maïmonide lui reconnaît, ainsi qu'à Mahomet, le mérite d'avoir préparé l'humanité à honorer le Dieu d'Israël : 
« Et tout ce qui concerne Jésus le Nazaréen et Mahomet l'Ismaëlite qui arriva après lui, n'a que pour seule raison de redresser notre chemin vers le Roi Messie, et de rétablir tout le monde pour servir Dieu ensemble. Ainsi qu'il est dit : « Car quand je me tournerai vers les nations et leur donnerai des lèvres pures afin qu'ils invoquent tous le nom de Dieu et qu'ils servent Dieu épaule contre épaule comme une seule épaule. » (Sophonie 3:9). Voyez comment le monde est déjà rempli de la substance du Messie, de la substance de la Torah et de la substance des commandements! Et ces choses se répandent jusqu'aux îles lointaines et parmi les nombreuses nations incirconcis du cœur.(Hilkhot Melakhim 11:10–12.) »

### La disputation de Nahmanide à Barcelone
En 1263, Nahmanide, rabbin de Gérone et plus tard grand-rabbin de Catalogne, au royaume d'Aragon, reçoit l'ordre du roi Jacques Ier d'Aragon de prendre part à une disputatio publique avec Pablo Christiani, un Juif converti au catholicisme et devenu frère dominicain.
Christiani poussait les Juifs de Provence à abandonner le judaïsme et à se convertir au christianisme. Comptant sur les réserves que son adversaire serait obligé de garder, de peur de blesser les dignitaires chrétiens, Pablo assure au roi qu'il peut prouver la vérité du christianisme à partir du Talmud et d'autres écrits rabbiniques. Nahmanide se soumet aux ordres du roi, mais stipule que l'on lui garantisse la complète liberté d'expression. Pendant quatre jours, lors de la disputation de Barcelone du 20 au 24 juillet 1263, il débat avec Pablo Christiani en présence du roi, de la cour et de nombreux dignitaires ecclésiastiques.
Les sujets abordés sont : 
1. Est-ce que le Messie est apparu ?
2. Est-ce que le Messie annoncé par les prophètes doit être considéré comme divin ou comme un homme né de parents humains ?
3. Est-ce que les Juifs ou les Chrétiens sont en possession de la vraie foi ?

Christiani argumente, en se basant sur plusieurs passages aggadiques, que les sages pharisiens croyaient que le Messie avait vécu pendant la période talmudique, et que de toute évidence, ils croyaient que le Messie était en conséquence Jésus. Nahmanide s'oppose à Christiani en affirmant que ses interprétations sont en elles-mêmes des non-sens ; les rabbins ne pouvaient pas insinuer que Jésus était le Messie tout en s'opposant explicitement à lui en tant que tel. Nahmanide poursuit en fournissant le contexte des textes cités comme preuves par Christiani, et montre qu'ils peuvent être compris de façon différente et plus claire que ce qu'exposait Christiani. En plus, Nahmanide démontre à partir de nombreuses sources bibliques et talmudiques que la foi juive traditionnelle est contraire aux postulats de Christiani.
Nahmanide continue en montrant que les prophètes bibliques regardaient le futur messie comme une personne humaine, faite de chair et de sang et non comme une divinité comme les chrétiens voient Jésus. Il fait remarquer que leur promesse d'un règne de paix et de justice universelles n'a pas été exaucée. Au contraire, depuis l'apparition de Jésus, le monde est rempli de violences et d'injustices, et que parmi toutes les nations, les chrétiens sont, selon lui, les plus belliqueux.
Il affirme aussi que les questions concernant le Messie sont d'importance moins dogmatique pour les Juifs que ce qu'imaginent la plupart des chrétiens. La raison donnée par lui pour cette constatation audacieuse, est qu'il est plus méritoire pour les Juifs d'observer les préceptes sous un gouvernement chrétien, en étant en exil et en souffrant humiliation et injustice, que sous le règne du Messie, quand chacun agira forcément en accord avec la Loi.

## Le christianisme: un mouvement juif à l'origine
Le christianisme a historiquement débuté comme un mouvement juif au Ier siècle ap. J.-C. en Palestine. Ce mouvement constitué  initialement de juifs affirmait que Jésus-Christ est le Messie envoyé par Dieu et préalablement annoncé dans le Tanakh (Ancien Testament). Ces juifs qui avaient accepté Jésus considéraient qu'il avait rempli les prophéties messianiques de la Torah et du reste des livres de la Bible. Cependant, après le concile de Jérusalem, le christianisme s'est vite transformé en une religion universaliste ouverte aux païens, notamment grâce aux activités missionnaires prosélytiques de l’apôtre Paul de Tarse, mais cela au prix de l'abandon de certaines obligations telles que la circoncision, les règles de pureté rituelle et les interdits alimentaires, entre autres. Très vite, le christianisme s'est progressivement écarté de ses origines juives en se transformant en une religion à part entière.
Un tournant important a été le concile de Nicée en 325 ap. J.-C. où l'empereur romain Constantin usa de toute son autorité pour unifier l'Église en défendant Athanase, qui l'emporte définitivement avec la croyance en la Trinité (affirmant que Jésus est divin), alors qu'Arius, son contradicteur, croit que Jésus n'est qu'un homme mais créé avec des attributs divins supérieurs à toutes les créatures de Dieu le Père.